# Sub Pop
Sub Pop是一家美國唱片廠牌，1986年由布魯斯·帕維特和喬納森·龐曼成立於華盛頓州西雅圖。它在1980年代晚期陸續首簽下超脫樂團、聲音花園、泥漿蜂蜜等西雅圖樂團，被喻作垃圾搖滾的首要開山推手。狐狸艦隊、小馬樂團、郵政服務樂團、弦樂航班樂團、沒年紀樂團、野狼遊行和The Shins也都是Sub Pop旗下首簽樂團。1995年，龐曼將49%的唱片公司股權售給華納兄弟唱片公司。

## 合作歌手
以下是曾簽入Sub Pop唱片廠牌旗下或透過它發行唱片的歌手：
- 海邊小屋樂團（Beach House）
- 小恐龍樂團（Dinosaur Jr）
- 狐狸艦隊（Fleet Foxes）
- 小馬樂團（Foals）
- 弦樂航班樂團（Flight of the Conchords）
- 綠河樂隊（Green River）
- 鐵與酒樂團（Iron & Wine）
- 泥漿蜂蜜（Mudhoney）
- 超脫樂團（Nirvana）
- 沒年紀樂團（No Age）
- 電波鳥人樂隊（Radio Birdman）
- 聖安蒂妮（Saint Etienne）
- 非凡人物樂團（The Smashing Pumpkins）
- 音速青春（Sonic Youth）
- 聲音花園（Soundgarden）
- 耶稣与玛丽链
- 郵政服務樂團（The Postal Service）
- The Shins（The Shins）
- 白線條樂團（The White Stripes）
- 野狼遊行（Wolf Parade）

## 外部連結
- Sub Pop 官方網站（页面存档备份，存于）